# Eoheterohelix
Eoheterohelix es un género de foraminífero planctónico de estatus incierto, aunque considerado perteneciente a la Subfamilia Heterohelicinae, de la Familia Heterohelicidae, de la Superfamilia Heterohelicoidea, del Suborden Globigerinina y del Orden Globigerinida. Su especie-tipo era Eoheterohelix prima. Su rango cronoestratigráfico abarcaba desde el Calloviense (Jurásico medio) hasta el Oxfordiense (Jurásico superior).

## Descripción
Eoheterohelix incluía especies con conchas inicialmente trocoespiraladas, de trocospira baja y forma globular, y finalmente biseriada; sus cámaras eran subesféricas, creciendo en tamaño de forma gradual; el estadio inicial trocoespiralado presentaba un ombligo pequeño y somero; su contorno era lobulado; su periferia era redondeada; las suturas intercamerales eran rectas e incididas; en el estadio inicial trocoespiralado presentaba, su abertura era interiomarginal, y probablemente umbilical, con forma de arco bajo y estrecho, y bordeada por un labio. El autor no especificó la textura de la pared; teniendo en cuenta que fue considerado un género intermedio entre Woletzina (=Conoglobigerina) y Heterohelix, probablemente tenía una pared calcítica hialina, finamente perforada, y una superficie pustulada a costillada.

## Discusión
El género Eoheterohelix no ha tenido mucha difusión entre los especialistas. Eoheterohelix puede ser congenérico con Tectoglobigerina, pero ambos son irreconocibles y están pendientes de buscar ejemplares mejor preservados que permitan la descripción de su pared. Algunos autores sugirieron que Eoheterohelix incluye formas aberrantes caracterizadas por un estadio final biseriado. Clasificaciones posteriores hubiesen incluido Eoheterohelix en el orden Heterohelicida.

## Paleoecología
Eoheterohelix incluía especies con un modo de vida planctónico, de distribución latitudinal subtropical a templado (Tetis central norte), y habitantes pelágicos de aguas superficiales (nerítico medio y externo).

## Clasificación
Eoheterohelix incluía a la siguiente especie:
- Eoheterohelix prima †